# Megachernes soricicola
Espèce
Megachernes soricicola est une espèce de pseudoscorpions de la famille des Chernetidae.

## Distribution
Cette espèce est endémique du Népal. Elle se rencontre vers Pare.

## Publication originale
- Beier, 1974 : Pseudoscorpione aus Nepal. Senckenbergiana Biologica, vol. 55, no 4/6, p. 261-280.